# بيجابور (كرناتكا)
بيجابور (بالهندية: बीजापुर)‏ هي مستوطنة، ومدينة، في الهند، تقع في منطقة بيجابور، وهي عاصمتها، بلغ عدد سكانها 327,427 نسمة وذلك حسب إحصائيات سنة 2011، تبلغ مساحتها 98.73 كيلومتر مربع، رمزها البريدي هو 586101.

## المناخ
يظهر الجدول التالي التغييرات المناخية على مدار السنة لبيجابور:
| البيانات المناخية لـبيجابور       | البيانات المناخية لـبيجابور | البيانات المناخية لـبيجابور | البيانات المناخية لـبيجابور | البيانات المناخية لـبيجابور | البيانات المناخية لـبيجابور | البيانات المناخية لـبيجابور | البيانات المناخية لـبيجابور | البيانات المناخية لـبيجابور | البيانات المناخية لـبيجابور | البيانات المناخية لـبيجابور | البيانات المناخية لـبيجابور | البيانات المناخية لـبيجابور | البيانات المناخية لـبيجابور |
| الشهر                             | يناير                       | فبراير                      | مارس                        | أبريل                       | مايو                        | يونيو                       | يوليو                       | أغسطس                       | سبتمبر                      | أكتوبر                      | نوفمبر                      | ديسمبر                      | المعدل السنوي               |
| --------------------------------- | --------------------------- | --------------------------- | --------------------------- | --------------------------- | --------------------------- | --------------------------- | --------------------------- | --------------------------- | --------------------------- | --------------------------- | --------------------------- | --------------------------- | --------------------------- |
| متوسط درجة الحرارة الكبرى °م (°ف) | 29.2 (84.6)                 | 32.8 (91.0)                 | 35.9 (96.6)                 | 37.10 (98.78)               | 37.5 (99.5)                 | 34.0 (93.2)                 | 31.1 (88.0)                 | 31.0 (87.8)                 | 31.1 (88.0)                 | 31.0 (87.8)                 | 29.5 (85.1)                 | 29.0 (84.2)                 | 32.43 (90.38)               |
| متوسط درجة الحرارة الصغرى °م (°ف) | 15.5 (59.9)                 | 17.6 (63.7)                 | 22.6 (72.7)                 | 24.0 (75.2)                 | 25.0 (77.0)                 | 23.0 (73.4)                 | 22.2 (72.0)                 | 22.0 (71.6)                 | 22.7 (72.9)                 | 20.2 (68.4)                 | 16.7 (62.1)                 | 13.0 (55.4)                 | 20.4 (68.7)                 |
| معدل هطول الأمطار مم (إنش)        | 6 (0.2)                     | 8 (0.3)                     | 16 (0.6)                    | 21 (0.8)                    | 50 (2.0)                    | 450 (17.7)                  | 335 (13.2)                  | 208 (8.2)                   | 135 (5.3)                   | 71 (2.8)                    | 27 (1.1)                    | 6 (0.2)                     | 1٬333 (52.4)                |
| المصدر:                           |                             |                             |                             |                             |                             |                             |                             |                             |                             |                             |                             |                             |                             |

## أعلام
- إبراهيم عادل شاه الثاني
- محمد هاشم سنجر الكاشاني
- سونيل كومار ديساي